# 파로타
파로타(타밀어: பரோட்டா)는 케랄라 주나 타밀나두 주와 같은 남인도 지방의 납작빵이다. 마이다가 들어가며 북인도 지방의 라차 파라타의 종류라고도 할 수 있다. 케랄라 주와 타밀나두 주, 그리고 일부분의 카르나타카 주 지역의 많은 식당에서 이 음식을 판다. 일부에서는 결혼식 음식으로 파로타가 제공되며 종교적인 축제에 등장하기도 한다. 파로타는 마이다, 달걀, 버터, 식용유, 물을 섞어서 만들어진다. 이렇게 만들어진 반죽은 얇게 편 뒤 굽는다. 빵을 휴지시키고 납작한 반죽을 공 모양으로 만든 뒤 다시 얇게 펴는 방법도 있다. 이 방법은 빵의 맛을 더 좋게 할 수 있다.
보통 파로타를 먹을 때에는 채소나 치킨과 함께 먹는다. 사알나(saalna)라고 불리는 매운 맛의 커리와 같이 제공되기도 한다.

## 같이 보기
- 인도 요리
- 길거리 음식
- 납작빵
- 파라타
- 비추 파로타